# Hesperoptenus gaskelli
Hesperoptenus gaskelli es una especie de murciélago de familia Vespertilionidae. Es endémica de Indonesia, donde solamente se encuentra en el centro de Célebes. Está amenazada de extinción por la perdida de hábitat.